# 가토 히로시
가토 히로시(일본어: 加藤 寛, 1951년 1월 29일 ~ )는 일본의 축구 감독이다.

## 지도자 경력
1997년 12월 성적 부진으로 물러난 스튜어트 백스터 전임 감독을 대신해, 비셀 고베의 감독으로 취임한다. 2004년 10월 성적 부진으로 물러난 이반 하셰크 전임 감독을 대신해, 비셀 고베의 감독으로 취임한다.